# 射虎
射虎是辽代的射击游戏。《辽史》《日下旧闻》等书都曾有记述。《日下旧闻》卷一百八十《风俗》中记载：辽俗，九月九日打围，赌射虎，少者为负，熟中九一筵席。射罢，于高地处卓帐，饮菊花酒，出兔肝生切，以鹿舌酱伴食之。
猜灯谜也被称作射虎，因为灯谜也被称作“灯虎”。